# La Verdad (Venezuela)
La Verdad es un diario con sede en Maracaibo, estado Zulia, Venezuela. Fue fundado el 19 de abril de 1998 por Jorge Abudei. Es publicado por el grupo editorial Sinergia. Forma parte del Periódicos Asociados Latinoamericanos (PAL).